# Kołowy Burdel

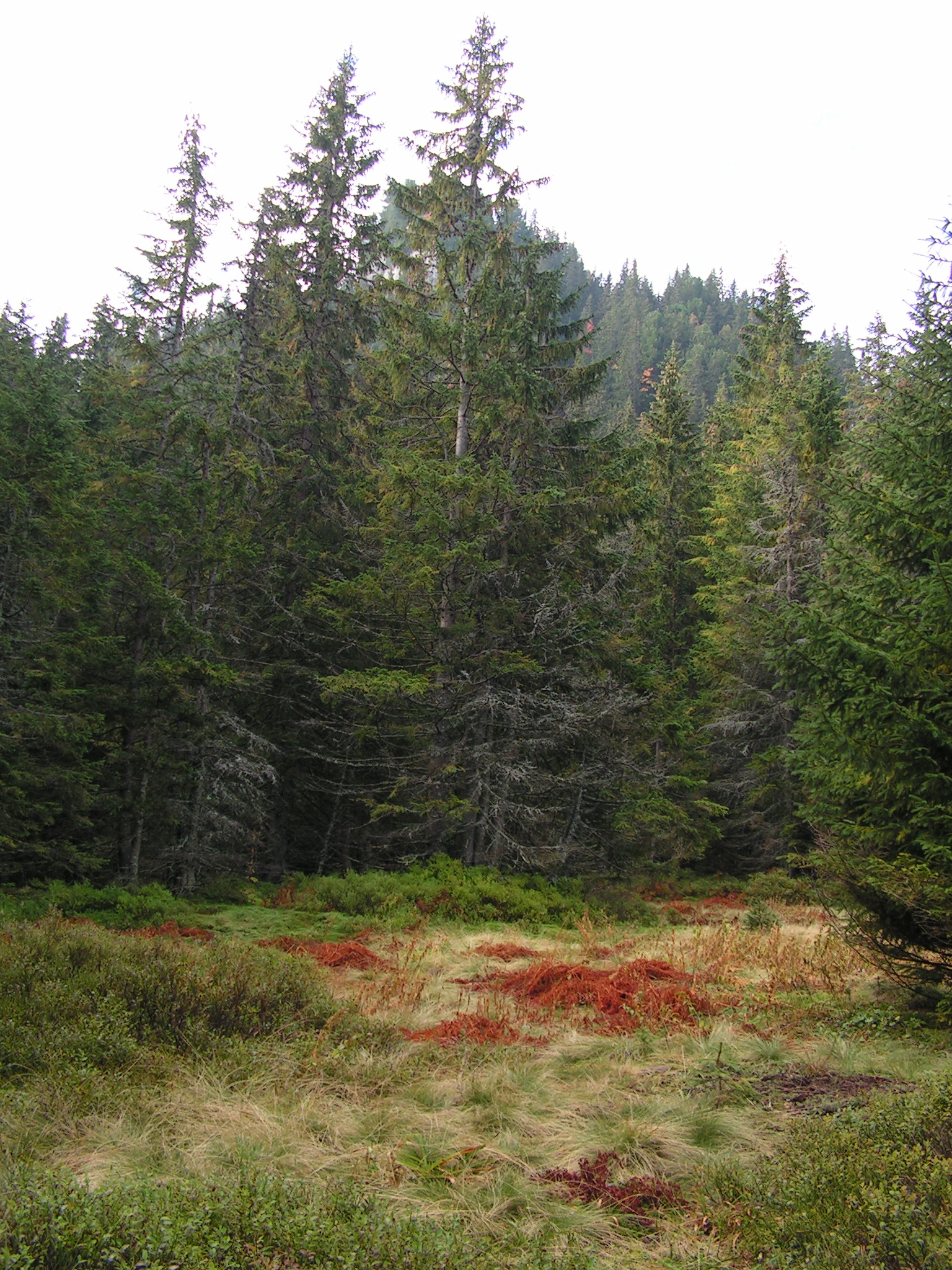
Kołowy Burdel

Burdel, dla odróżnienia od innych o tej samej nazwie nazywany Kołowym Burdelem (słow. Burdel) – położona na wysokości ok. 1360 m niewielka polanka w Dolinie Kołowej w słowackich Tatrach Wysokich. Znajduje się nad lewym brzegiem Kołowego Potoku u wylotu doliny. Dawniej była koszona i wypasana, przed II wojną światową stał na niej szałas. Przez polanę prowadzi dróżka od polany Skoruszowy Burdel na Polanę pod Upłazem. Dawno nieużytkowana polanka zarasta lasem.
Słowo burdel jest prawdopodobnie pochodzenia wołoskiego. W języku rumuńskim burden to zagroda dla owiec. W gwarze małopolskiej słowem tym określano również stary, zniszczony budynek. Nie ma ono nic wspólnego z potocznym rozumieniem burdelu jako domu publicznego.